# Agrilus sierrae
Agrilus sierrae är en skalbaggsart som beskrevs av Van Dyke 1923. Agrilus sierrae ingår i släktet Agrilus och familjen praktbaggar. Inga underarter finns listade i Catalogue of Life.